# 库林吉帕迪
库林吉帕迪（Kurinjipadi），是印度泰米尔纳德邦Cuddalore县的一个城镇。总人口23159（2001年）。

## 人口
该地2001年总人口23159人，其中男性11883人，女性11276人；0—6岁人口2744人，其中男1515人，女1229人；识字率65.95%，其中男性为73.86%，女性为57.61%。